# Brian Jones (aérostier)
Pour les articles homonymes, voir Brian Jones et Jones.
Brian Jones, né le 27 mars 1947 à Bristol, est un aéronaute britannique. 
Il a effectué, en 1999, en tant que pilote avec Bertrand Piccard également pilote, le premier tour du monde ininterrompu en ballon à bord du Breitling Orbiter 3 (mis au point par l'École polytechnique fédérale de Lausanne). Ils ont décollé le 1er mars 1999 de Château-d'Œx en Suisse, et atterri en Égypte au bout d'un vol de 45 755 kilomètres et de 19 jours, 21 heures, 47 minutes.
Jones reçut ensuite différentes distinctions (médailles), dont le Harmon Trophy, la Hubbard Medal, la FAI Gold Air Medal et le Charles Green Salver.
Il est membre d'honneur de l'Académie de l'air et de l'espace.
En 2000, l'Association des journalistes professionnels de l'aéronautique et de l'espace (AJPAE) lui décerne le prix Icare.